# Daphne pseudomezereum
Daphne pseudomezereum (synoniem: Daphne japonica) is een plant uit de peperboompjesfamilie (Thymelaceae). Het is een bladverliezende struik. De bladeren zijn afwisselend geplaatst.
De plant bloeit tussen februari en april. De bloeiwijzen staan in de bladoksels aan de uiteinden van twijgen en bestaan uit twee tot tien gele bloemen. De vruchten zijn eivormig, rood en 5-8 mm lang.
De plant komt van nature voor tussen de 800 en 1600 m in bossen in Jilin, Liaoning (China), Japan en Korea.

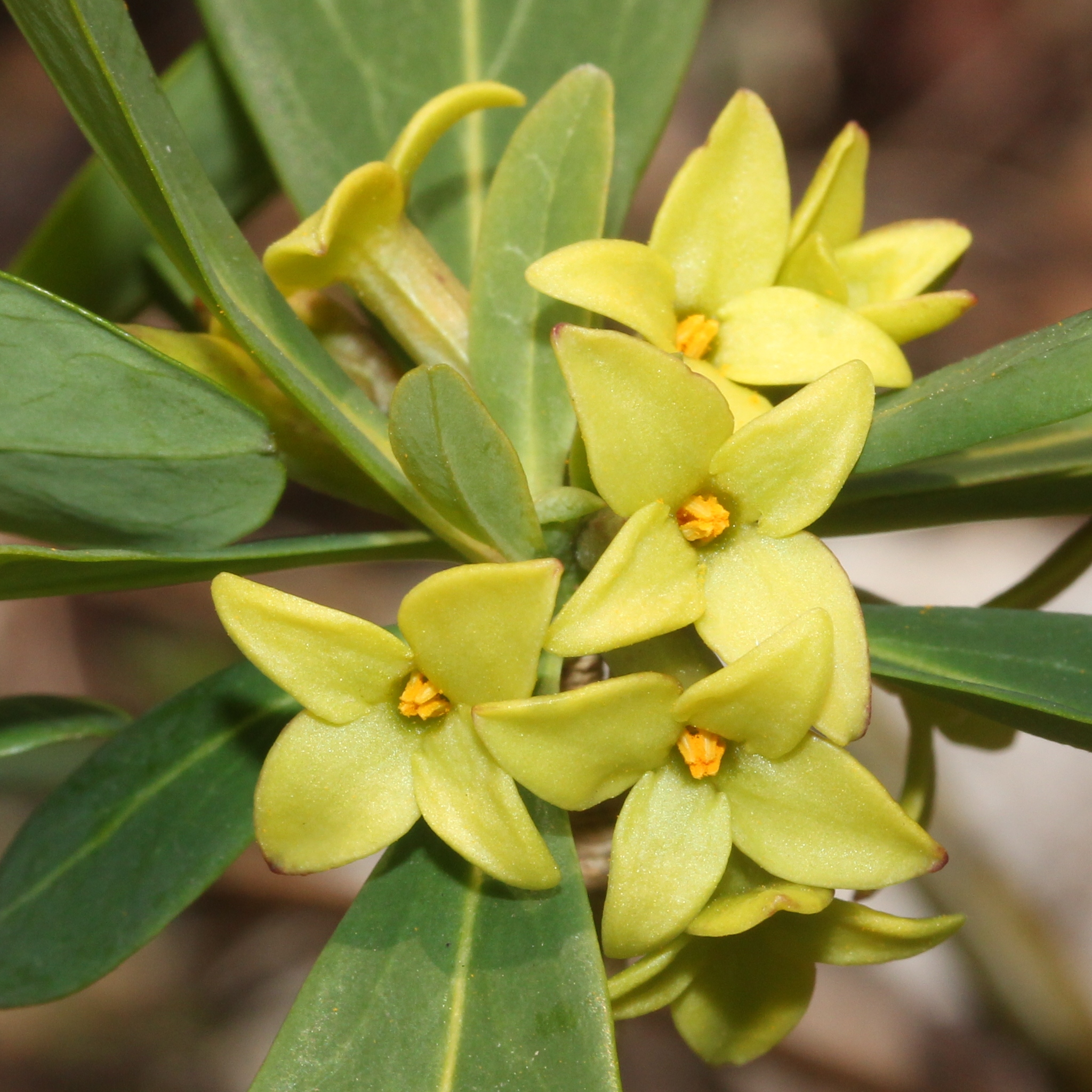
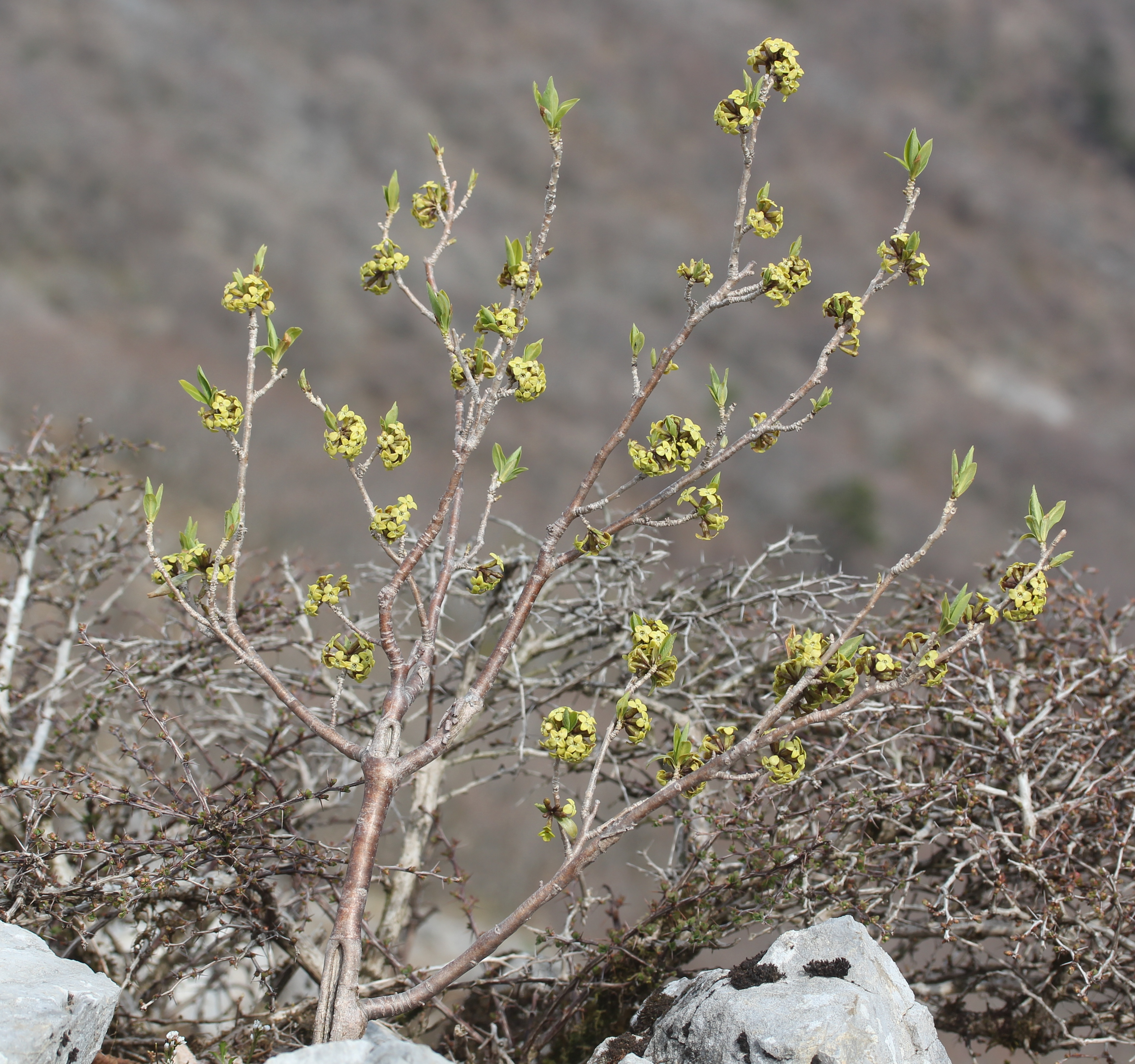
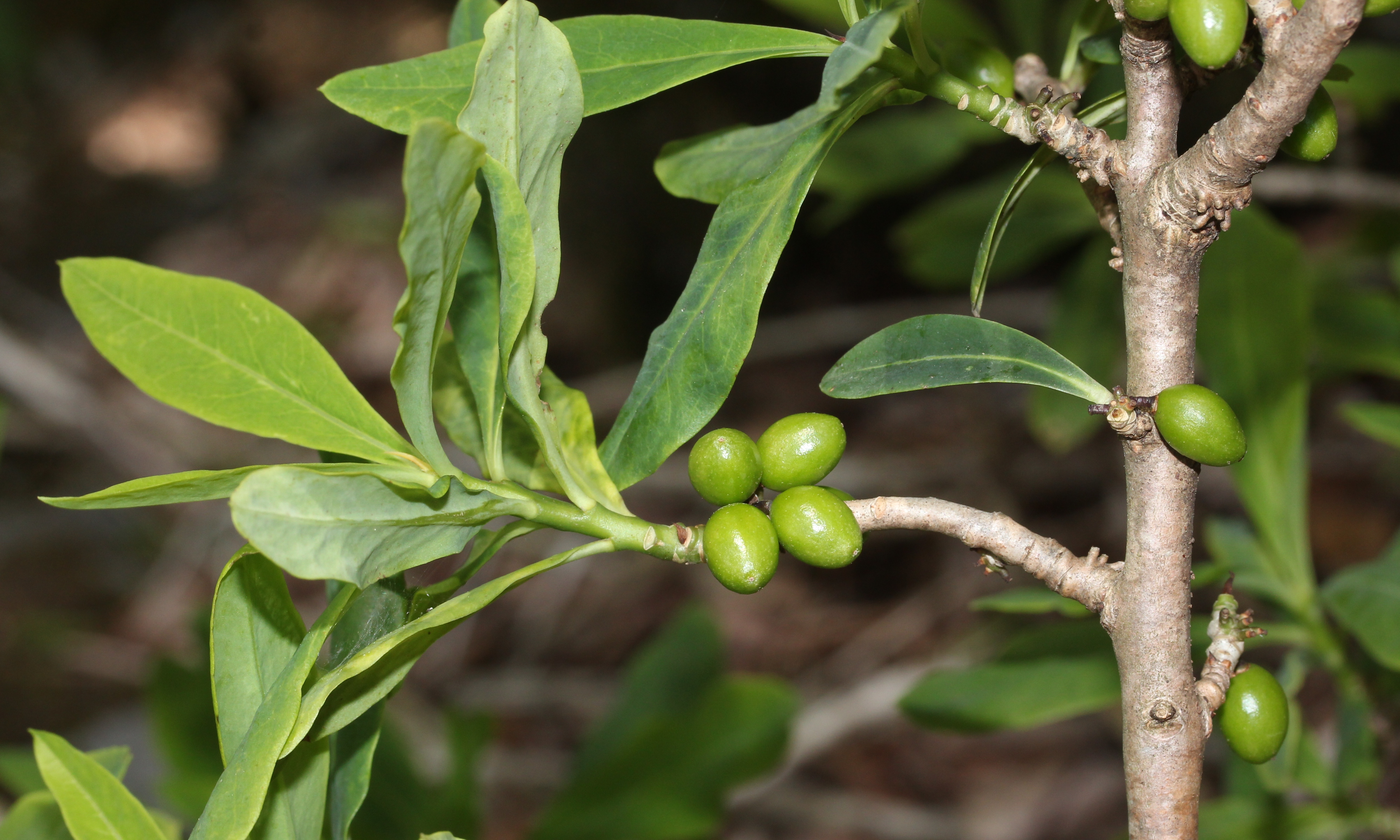